# شهرستان فیرفیلد (کنتیکت)
شهرستان فیرفیلد، کنتیکت (به انگلیسی: Fairfield County, Connecticut) یک سکونتگاه مسکونی در ایالات متحده آمریکا است که در کنتیکت واقع شده‌است.

## خصوصیات
شهرستان فیرفیلد ۲٬۱۶۷٫۸۳ کیلومترمربع مساحت دارد.